# Helgeå
Helgeå er Skånes største vandløb, der gennemløber en række mindre søer øst for Älmhult i det sydlige Småland. Åen munder ud i Hanøbugten på østkysten af Skåne.
Den samlede længde er knap 200 kilometer, og åen har et fald på omkring 160 meter. Den afvander et areal på 4.750 km² og har en middelgennemstrømning på omkring 45 m³/s, hvilket er en del mere end den danske Gudenå (32 m³/s), som åen i karakter kan minde om. De otte vandkraftværker ved åen har en kapacitet på 34 MW og leverer omkring 110 GWh om året.
Gennem en række søer løber den først mod vest og derefter mod syd forbi Osby, Broby og Kristianstad. Ved Kristianstad løber åen ud i Hammarsjön og videre ned til den drænede Yngsjö, hvor den deler sig. En gren løber nordpå som Graften mod Åhus, hvor den løber ud i Hanøbugten. Den anden gren løber mod sydøst og gennem Gropahålet, som udgravedes sidst i 1700-tallet, munder grenen ud i Hanøbugten ved Nyehusen.
Helgeåen har fra gammel tid fungeret som en vigtig handelsvej mellem det skovklædte Småland og det nordlige Skåne. Fra 1700-tallet var åen stærkt trafikeret på strækningen fra Kristianstad inde i landet til Åhus ude ved kysten. I 1900-tallet blev gods fragtet op og ned ad åen. I begyndelsen på pramme trukket af heste eller stagede pramme, senere på dampdrevne pramme.
Helgeå har sit udspring i det sydlige Småland og passerer flere søer, inden den munder ud i Hanøbugten syd for Åhus.
Under slaget ved Helgeå i 1026 besejrede Knud den Store den svenske konge Anund Jakob og den norske konge Olav Haraldsson. 